# Oligokyphus
Oligokyphus és un gènere extint de cinodonts de la família dels tritilodòntids que visqueren entre el Triàsic superior i el Juràssic inferior. Eren uns dels representants més primitius de la seva família. Se n'han trobat restes fòssils a Alemanya, els Estats Units, el Regne Unit i la Xina. La part postcranial del seu esquelet era del tot mamiferoide. Tenien húmers esvelts i fèmurs idèntics als dels mamífers.